# Надібаїдзе Варден Михайлович
Надібаї́дзе Вардіко́ Миха́йлович (груз. ვარდენ (ვარდიკო) ნადიბაიძე, нар. 31 березня 1939, Млета Душетський муніципалітет, Грузинська РСР, СРСР) — радянський, російський та грузинський військовик, генерал-лейтенант російської армії, Міністр оборони Грузії (1994–1998). Кавалер Ордена Червоної Зірки та Ордена «За службу Батьківщині в Збройних Силах СРСР» III ст.

## Життєпис
Вардіко Надібаїдзе народився у селищі Млета Душетського району Грузинської РСР. В дитинстві був дуже слабким та хворобливим, однак з часом зміцнів та позбувся численних проблем зі здоров'ям. Батько Вардіко був прекрасним парикмахером та виконавцем кавказьких танців, протягом 25 років очолював Північно-Осетинський ансамбль пісні та танцю, багато гастролював. Матір походила з розкулаченої родини, не мала освіти та все життя була домогосподаркою. Школу хлопець відвідував у Орджонікідзе. Був відрахований через постійні бійки та порушення дисципліни, однак ситуацію врятував батько, що працював на той час у Будинку залізничників та влаштував Вардіко до школи № 50, де навчалися діти військовослужбовців та працівників залізниці.
Після 7-го класу Вардіко вступив до Владикавказького технікуму залізничного транспорту на відділення електрозв'язку. Вчився добре, отримував стипендію, однак знову був відрахований через бійку та направлений звичайним робітником на завод з можливістю відновлення на другий курс в разі позитивних характеристик з місця роботи. Працював у ливарному цеху, вечорами відвідував секцію боротьби при локомотивному депо. Навіть попри схвальні відгуки від керівництва заводу поновити навчання не зумів, після чого пішов з підприємства та працював на складі навчальних посібників 2-го Військово-автомобільного училища міста.
У 1958 році стає курсантом училища, в якому працював. Через два роки, після розформування навчального закладу, перевівся до Рязанського військово-автомобільного училища, яке закінчив у 1961 році. Отримав розподілення до Київського військового округу, де служив на посаді командира третього автомобільного взводу 219-ї окремої автотранспортної роти важкої танкової дивізії 6-ї гвардійської танкової армії, що базувалася у Дніпропетровську. У травні 1962 року Надібаїдзе було призначено заступником командира роти, а за три роки — командиром, з переведенням на відповідну посаду до лав Групи радянських військ у Німеччині.
У 1967 році вступає до ленінградської Академії тилу та транспорту на автомобільний факультут. Після її закінчення у 1972 році обіймає посаду начальника автомобільної служби 34-го мотострілецького полку 75-ї мотострілецької дивізії 4-ї загальновійськової армії Закавказького військового округу (ЗакВО). У 1974 році Надібаїдзе було призначено старшим офіцером з постачання автомобільної служби ЗакВО, у 1975 — начальником військової автоінспекції, а ще за рік — старшим інспектором автомобільної служби округу.
У 1978 році обійняв посаду заступника начальника автомобільної служби ЗакВО, на якій служив протягом семи років, допоки у 1985 році новопризначений командуючий округом генерал-полковник Кочетов не затвердив Вардіко Михайловича на посаді виконуючого обов'язки начальника служби. У лютому 1986 року Надібаїдзе вдалося позбутися приставки «в.о.», хоча чиновники Міноборони противилися цьому через національність полковника.
Протягом 1988–1991 років Надібаїдзе керував підрозділами автомобільної служби, що займалися відновленням інфраструктури на підконтрольних ЗакВО територіях (Сумгаїтський погром, Вірменський погром у Баку, громадянська війна у Грузії). 6 травня 1989 року йому було присвоєне військове звання «генерал-майора». У 1991 році за виконання завдання, поставленого йому особисто Міністром оборони СРСР Дмитром Язовим, нагороджений Орденом Червоної Зірки. Суть цього завдання так і не було розкрито. За деякими даними Надібаїдзе був куратором постачання зброї заколотникам, що мали на меті повалення влади Звіада Гамсахурдії.
У січні 1993 року Надібаїдзе призначають на посаду заступника командуючого округом з озброєння. Згодом ЗакВО переформовують у Групу російських військ в Закавказзі, а Вардіко Михайловичу присвоюють звання «генерал-лейтенанта». Того ж року Едуард Шеварднадзе вперше запропонував йому очолити Міністерство оборони Грузії, однак Надібаїдзе відмовився, вважаючи, що не впорається з такою відповідальністю. Після довгих вмовлянь та переговорів Вардіко Михайлович все ж відгукнувся на пропозицію грузинського президента та обійняв посаду голови оборонного відомства країни. Цікаво, що на той час Надібаїдзе де-юре все ще перебував на службі у Збройних силах РФ, тому не дивно, що під час своєї роботи він здебільшого спирався на допомогу представників російської армії, зокрема Міністра оборони РФ Павла Грачова, з яким Надібаїдзе пов'язували особливо теплі стосунки.
У червні 1996 року секретар Ради безпеки Росії Олександр Лебедь заявив, що Вардіко Надібаїдзе був замішаний у змові міністра оборони Грачова, що саме був звільнений з посади, та вищими офіцерами Генштабу ЗС РФ з метою здійснення державного перевороту в Росії. 2 серпня 1997 року Надібаїдзе брав участь у переговорах щодо виведення російських військ з Абхазії, що відбулися в Москві, однак ці перемовини завершилися для Грузії нічим.
У 1998 році, після замаху на Едуарда Шеварднадзе, почалося переслідування деяких представників політичної еліти країни, до числа яких потрапив і генерал-лейтенант Надібаїдзе. Його звинуватили у спробі організації нового замаху на голову країни, однак військовій прокуратурі вдалося довести непричетність генерала. Відчуваючи недовіру з боку Шеварднадзе, Надібаїдзе пішов у відставку за власним бажанням, поступившись кріслом міністра Давиду Тевзадзе. Перебування генерал-лейтенанта Надібаїдзе на посаді запам'яталося перш за все курсом на цілковите зближення зі Збройними силами РФ, створенням численних військових баз Росії на території Грузії, продажем неякісної зброї Чехії, хоча російські джерела здебільшого зображують його, як керівника, що зміг відродити грузинське військо та навести в ньому дисципліну.
Після звільнення з посади Вардіко Надібаїдзе остаточно відійшов від політичного життя та почав вести дещо замкнутий спосіб життя у власному помешканні в Тбілісі. Переважну більшість вільного часу він проводив у бібліотеці, або ж у гаражі біля улюбленого автомобіля, на якому любив годинами їздити гірськими дорогами Грузії. Відвідував дітей у Москві, був частим гостем рідного училища в Рязані, що стало до того часу Військовим автомобільним інститутом.

## Нагороди
- Орден Червоної Зірки (1991) — за виконання спеціального завдання Міністра оборони СРСР маршала Язова Д. Т.
- Орден «За службу Батьківщині в Збройних Силах СРСР» III ст.[9]
- Орден Пошани
- Медаль «За трудову відзнаку»
- Медаль «Ветеран Збройних сил СРСР»
- Медаль «50 років Збройних Сил СРСР»
- Медаль «60 років Збройних Сил СРСР»
- Медаль «70 років Збройних Сил СРСР»
- Медаль «За бездоганну службу» (СРСР) I ст.
- Медаль «За бездоганну службу» (СРСР) II ст.
- Медаль «За бездоганну службу» (СРСР) III ст.

## Цікаві факти
Ходять чутки, що Вардіко Надібаїдзе був не лише близьким другом міністра оборони Росії Павла Грачова, а й його хрещеним батьком. Обряд ніби-то було проведено отцем Теймуразом у 1995 році в православному храмі села Ананурі Душетського району, однак офіційного підтвердження цієї інформації немає. Існує версія, що Грачов просто відвідав храм.